# レークプラシッド空港
レークプラシッド空港（レークプラシッドくうこう、英語: Lake Placid Airport、(IATA: LKP, ICAO: KLKP, FAA LID: LKP)）は、アメリカ合衆国ニューヨーク州エセックス郡ノースエルバの中にあるレークプラシッドの中心部から1.85キロメートル南西にある公共用空港。
2019年から2023年の国家統合空港システム計画の対象空港の1つで、ゼネラル・アビエーション施設に分類される。定期航空便はなく、チャーター便が発着する。

## 設備および利用状況
空港の面積は35エーカー (14 ha)で、海抜高度は1,747フィート (532 m)である、滑走路は1本で、アスファルト舗装されており、滑走路の方向は14/32、全長は4,200フィート (1,300 m)、幅は60フィート (18 m)である。
2019年7月18日を終期とする年間の取扱便数は12,000便で、51%が地元のゼネラル・アビエーション、34%が巡回便、14.5%がエアタクシー、0.5%が軍事航空である。同日時点で14機が当空港を拠点とし、うち12機が単発機、2機が双発以上の航空機である。